# Bocagia
Bocagia is een monotypisch geslacht van zangvogels uit de familie Malaconotidae (bosklauwieren). Dit geslacht is genoemd naar de Portugese zoöloog José Vicente Barbosa du Bocage.

## Soorten
Het geslacht kent de volgende soort:
- Bocagia minuta – Kleine tsjagra